# Sanangoideae
Sous-famille
Les Sanangoideae sont une sous-famille de plantes à fleurs, de la famille des Gesneriaceae.
Le genre type et le seul genre de la sous-famille est Sanango G.S.Bunting & J.A.Duke (sous-famille monotypique).

## Publication originale
- (en) Weber A., Clark J.L. & Möller M., 2013. A new formal classification of Gesneriaceae, Selbyana 31: 68–94.